# Tratar de estar mejor
Tratar de estar mejor es el nombre del segundo Álbum de estudio grabado por el cantautor argentino Diego Torres, Fue lanzado al mercado bajo el sello discográfico Sony Music el 22 de noviembre de 1994. El álbum fue producido por Cachorro López.

## Lista de canciones
| Tratar de estar mejor |                                               |                                          |          |  |
| N.º                   | Título                                        | Escritor(es)                             | Duración |  |
| 1.                    | «Tratar de estar mejor»                       | Cachorro López, Diego Torres             | 3:35     |  |
| 2.                    | «Todo cambia (Y todo se termina)»             | Cachorro López, Diego Torres             | 5:12     |  |
| 3.                    | «Dame una razón»                              | Cachorro López, Diego Torres             | 4:14     |  |
| 4.                    | «Aunque quieras»                              | Cachorro López, Diego Torres             | 4:44     |  |
| 5.                    | «Deja de pedir perdón»                        | Cachorro López, Diego Torres             | 3:33     |  |
| 6.                    | «Te pido que vuelvas»                         | Cachorro López, Dany Tomás, Diego Torres | 4:23     |  |
| 7.                    | «Pensar (Que siempre hay alguien más)»        | Cachorro López, Dany Tomás, Diego Torres | 4:37     |  |
| 8.                    | «San Salvador»                                | Dany Tomás, Diego Torres                 | 4:12     |  |
| 9.                    | «Secretos del mar»                            | Diego Torres                             | 3:54     |  |
| 10.                   | «Por la vereda del sol (Walking On Sunshine)» | Kimberley Rew (de Katrina and the Waves) | 4:42     |  |
| 43:04                 |                                               |                                          |          |  |